# Heille
Heille of lokaal Zanddijk is een buurtschap en voormalige gemeente in Zeeuws-Vlaanderen die tegenwoordig behoort tot de gemeente Sluis, in de Nederlandse provincie Zeeland. 

## Geschiedenis
Vanaf de 13e eeuw was Heille een ambacht in het Brugse Vrije, dat ook een deel van het huidige België besloeg, doch daaraan kwam in 1664 een eind, toen de grens tussen de Noordelijke en de Zuidelijke Nederlanden definitief werd vastgesteld.
Vanaf 1797 was Heille een zelfstandige gemeente, maar in 1880 werd deze bij de gemeente Sluis gevoegd, waarna nog meer herindelingen volgden.
Het Nederlandse deel van Heille bestaat vanouds uit twee gehuchten, namelijk Oud-Heille en Nieuw-Heille, die gescheiden waren door de Stierskreek. Nieuw-Heille wordt ook wel 'De Ronduit' genoemd, naar het woord 'redoute', een kleine versterking die hier vroeger was.

## Ligging
Vanwege de ligging aan de grens waren er immers versterkte schansen, namelijk de Krabbeschans en de Kruisdijkschans. Op de laatste bevindt zich een in 2013 gerestaureerd landhuis, Kruisdijk geheten, te midden van opgaand geboomte waaromheen de wegen een ruit vormen. Dit gebied is eigendom van de Stichting Het Zeeuwse Landschap, onder andere omdat er boomkikkers zijn te vinden. Ten zuiden hiervan was de overgang over de Stierskreek, die overigens ook tegenwoordig nog bestaat en eveneens een fraai natuurgebied is.
Heille ligt in een rustige polderstreek, deels op een lage zandrug. Naast de akkerbouw is het toerisme een bestaansmiddel, er zijn namelijk enkele kampeerterreinen.

## Nabijgelegen kernen
Middelburg, Aardenburg, Sluis